# Louis Blanc

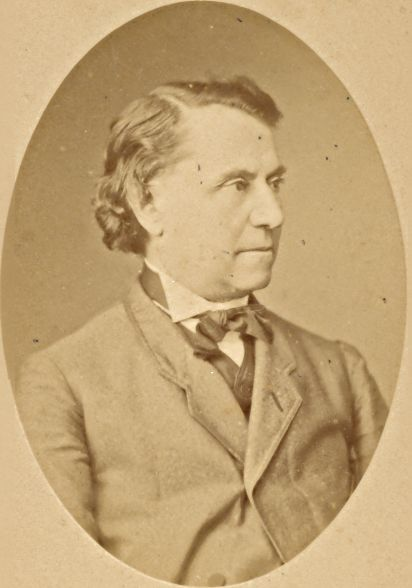
Louis Blanc.

Louis Jean Joseph Charles Blanc, född den 29 oktober 1811 i Madrid, död den 6 december 1882 i Cannes, var en fransk politiker, historiker och skriftställare. Han var bror till Charles Blanc.
Fadern, som var gift med en systerdotter till den bekante diplomaten och Napoleonfienden Pozzo di Borgo, var under Joseph Bonapartes korta regering generalintendent för finanserna i Spanien. Familjens fattigdom tvang den unge Blanc att under restaurationen tjäna sitt uppehälle genom privatlektioner, samtidigt som han i Paris studerade juridik. När han 1832 var privatlärare i Arras, började han ägna sig åt journalistik. 
Vid sin återkomst till Paris blev han medarbetare i flera radikala tidningar och 1837 för en kort tid redaktör för en av dem, Bon sens. Följande år började han ge ut tidskriften Revue du progrès politique, social et littéraire, där han framlade socialistiska idéer och bland annat skarpt kritiserade Louis Napoléons då nyligen utkomna arbete Idées napoléoniennes. 
Där publicerade han först sitt 1839 i bokform utgivna ryktbaraste verk, Organisation du travail (nionde upplagan 1850), som förskaffade honom stor popularitet och som jämte hans 1841–44 utgivna Histoire de dix ans (fjortonde upplagan 1879–81) bidrog till att framkalla februarirevolutionen 1848 och till att ge denna dess karaktär och att under den skaffa honom plats i den provisoriska regeringen, om än endast som sekreterare. 
Misstro mot Blanc på grund av hans stora anseende bland massorna och hans misstänkta uppförande hindrade honom från att i praktiken få sina socialistiska idéer tillämpade. Det enda, han lyckades vinna, var tillsättandet av en "regeringskommission för arbetarna", vars president han blev och vilken skulle undersöka och förbättra arbetarnas ställning. Den ledde emellertid ej till något resultat.
De beryktade nationalverkstäderna, som upprättades under andra republiken för att skaffa sysselsättning åt massan av de på grund av revolutionen arbetslösa, hade för sin tillkomst att tacka ett förslag av Blanc och några andra radikala regeringsmedlemmar, i vilket allas "rätt till arbete" hävdades. Arbetarna gjorde det vid en demonstration den 25 februari 1848 till sitt och tvang regeringen att anta det.
Nationalverkstädernas olyckliga resultat har med orätt tillskrivits Blanc, som inte hade någonting att skaffa med planens utförande. Det framkallades i stället med avsikt av hans motståndare Marie och Marrast för att misskreditera hans socialistiska läror. Invald i nationalförsamlingen, blev han där snart anklagad för sin hållning under upploppen i Paris – han misstänktes önska en honom erbjuden arbetardiktatur – och för att genom sitt förvållande ha åstadkommit inrättandet av nationalverkstäderna.
Blanc flydde först till Belgien och 1854 till London samt blev in contumaciam dömd till deportation. Till försvar utgav han Appel aux honnêtes gens (1849), Catéchisme des socialists (samma år) och Pages d’histoire de la révolution de février (1850). För övrigt idkade han i London historiskt författarskap, avslutade med stöd av det rikliga källmaterialet i British museum 1862 sin 15 år tidigare påbörjade Histoire de la révolution française och utarbetade Histoire de la révolution de 1848 (utgiven först 1870). 
Blanc protesterade mot den av Napoleon III 1859 utfärdade amnestin och återvände till Paris först efter kejsardömets störtande, varefter han under belägringen tjänade som simpel soldat. I nationalförsamlingen, där han 1871 invaldes, protesterade han mot avträdandet av Elsass och yrkade på krigets fortsättande. Han klandrade skarpt kommunen, vars anarkistiska karaktär stötte honom, och sökte förgäves genom upprop till folket åstadkomma endräkt och försoning. 
Som medlem av yttersta vänstern kämpade han för alla åtgärder i demokratisk anda och protesterade mot statskuppen av den 16 maj 1877. Varken hans läror eller hans vältalighet var längre på modet, vilket medförde att hans inflytande under tredje republiken var ringa. När Blancs lik bisattes i Paris på statens bekostnad skedde det dock under oerhörd anslutning av befolkningen.
Blancs socialistiska läror, som huvudsakligen återfinns i hans Organisation du travail, går i synnerhet ut på att staten genom att överta alla produktionsmedel skall göra slut på det allas krig mot alla, som framkallas av den fria konkurrensen. Alla har rätt till arbete och till lika stor lön för samma arbetstid; var och en bör ha, vad han behöver, och ge, vad han kan (à chacun selon ses besoins, de chacun selon ses facultés). 
Även lantbruket, vartill den individuella egendomsrätten bör bortfalla, skall bedrivas gemensamt i stor skala. Blanc var dessutom en av de få socialister, som hyllat malthusianismen. Hans främsta historiska arbete, Histoire de dix ans, behandlar Frankrikes historia 1830–40 med stöd av egna hågkomster och muntliga utsagor av många bland tidens ledande män. Skildringen av det sociala tillståndet är synnerligen viktig, emedan den innebär förklaringen till de många upploppen i Paris 1848. 
Bland hans övriga arbeten märks L'état et la commune (1865), Questions d'aujourd'hui et de demain (5 band, 1873-84), Dix ans de l'histoire d'Angleterre (10 band, 1879-81), Discours politiques, 1847 à 1881 (1882), Histoire de la constitution du 25 février 1875 (1883).